# NGC 2291
NGC 2291 (również PGC 19719) – galaktyka soczewkowata (S0), znajdująca się w gwiazdozbiorze Bliźniąt. Odkrył ją John Herschel 22 stycznia 1827 roku.